# Willy den Ouden

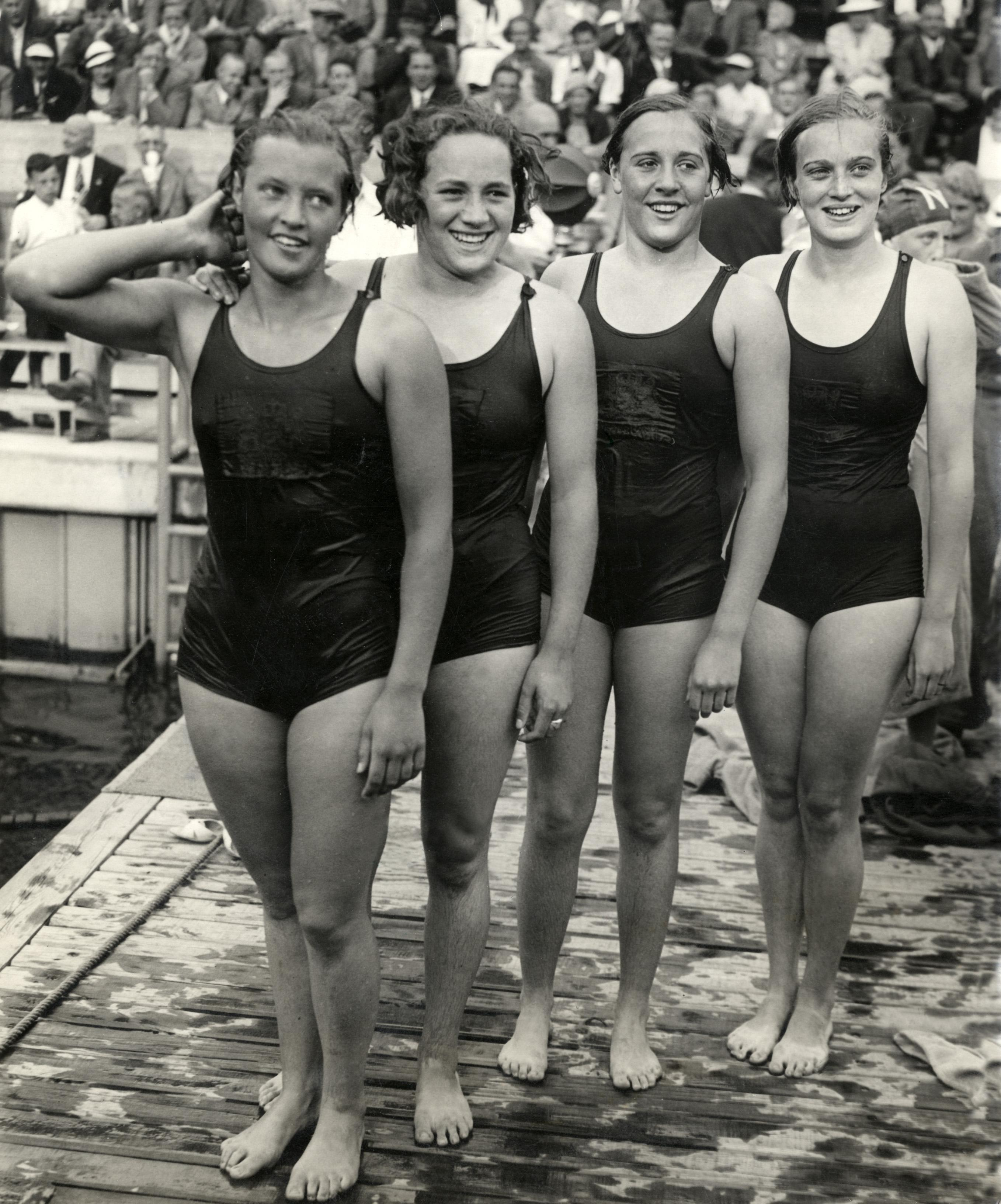
Die Europameisterinnen 1934 in der Freistilstaffel von links nach rechts: Willy den Ouden, Rie Mastenbroek, Jo Timmermans, Jopie Selbach

Willemijntje „Willy“ den Ouden (* 1. Januar 1918 in Rotterdam; † 6. Dezember 1997 ebenda) war eine niederländische Schwimmerin.
Sie gehörte in den 1930er Jahren zur Weltklasse im Freistil. Mit 14 Jahren nahm sie an den Olympischen Spielen 1932 in Los Angeles teil und gewann über 100 m Freistil in der Zeit von 1:07,8 Minuten die Silbermedaille. Nur die amerikanische Weltrekordlerin Helene Madison war schneller. Auch mit der 4 × 100-m-Freistilstaffel holte den Ouden den zweiten Platz. Bei den Olympischen Spielen 1936 in Berlin wurde sie mit Rie Mastenbroek, Tini Wagner und Jopie Selbach in der 4 × 100-m-Freistilstaffel Olympiasiegerin. 1934 wurde sie zudem Europameisterin über 100 m Freistil.
Sie schwamm während ihrer Karriere mehrere Weltrekorde und war die erste Frau, die die 100 Yards in weniger als einer Minute schwamm – ein Rekord, der zwanzig Jahre Bestand hatte und erst durch Dawn Fraser 1956 gebrochen wurde.
1938 beendete den Ouden ihre Karriere, nachdem sie bei den Europameisterschaften mit der Freistilstaffel nochmals die Silbermedaille gewonnen hatte. Nach dem Zweiten Weltkrieg lebte sie eine Zeit lang in Schweden und führte nach ihrer Rückkehr in die Niederlande ein zurückgezogenes Leben. 1970 wurde sie in die Ruhmeshalle des internationalen Schwimmsports aufgenommen.